# Paolo Manaresi
Paolo Manaresi (Bologna, 23 settembre 1908 – Bologna, 20 luglio 1991) è stato un pittore e incisore italiano di primaria importanza del Novecento.

## Biografia
Manaresi nacque a Bologna nel 1908. Nel 1929 si diplomò all'Accademia di Belle Arti, dove era stato allievo di Giovanni Romagnoli e Achille Casanova.
Dal 1934 insegnò alla Scuola d'Arte di Varallo Sesia ed intraprese l'attività di scultore. Nel 1945 ritornò a Bologna come docente al Liceo Artistico. Dal 1949, incoraggiato da Giorgio Morandi, si dedicò attivamente all'incisione. Nel 1950 fu invitato alla Biennale di Venezia, dove ritornò nel 1952. Nello stesso anno si tiene la sua prima personale di acqueforti alla Galleria Cairolo di Milano.
Nel 1953 Carlo Alberto Petrucci, direttore della Calcografia Nazionale, ordinò presso l'istituto romano un'ampia antologica dell'opera grafica di Manaresi. Sempre nel 1953 divenne direttore all'Istituto d'Arte di Bologna. Nel 1954 ottenne il Gran Premio Internazionale per l'incisione alla XXVII Biennale di Venezia. Dal 1956 al 1958 insegnò all'Accademia di belle arti di Firenze. Nel 1958 Giorgio Morandi lo volle come suo successore alla cattedra di Tecniche dell'Incisione presso l'Accademia di belle arti di Bologna.
Nel 1963 vinse il Premio Olivetti per la sua produzione artistica. Nel 1966 fu premiato alla Mostra Internazionale della Grafica a Palazzo Strozzi di Firenze. Nel 1967 fu nominato Amministratore del Collegio Venturoli. Tra il 1962 e il 1968 partecipò alle rassegne Intergrafik di Berlino e Varsavia. Nel 1970 la Galleria Nuova Loggia di Bologna gli dedicò una personale di grafica; nello stesso anno, in un'ampia rassegna al Museo Civico di Bologna, Manaresi fu rappresentato da un significativo numero di acqueforti.
Tra il 1972 e il 1974 illustrò Terra d'Emilia di Riccardo Bacchelli. L'anno successivo, con la donazione di un collezionista, diverse opere entrarono a far parte delle Collezioni della Galleria d'Arte Moderna. Nel 1978 l'Associazione "Francesco Francia" in collaborazione con il Comune di Bologna gli dedicò una grande antologica, suddivisa in due sezioni: una di dipinti presso il Museo Civico Archeologico, l'altra sull'opera grafica presso la Galleria d'Arte Moderna.
Con l'evento del 1978 si conclude l'iter espositivo di Manaresi. Negli anni successivi si rifugiò nel suo studio. Dopo un lungo periodo di disagio esistenziale, alla fine di luglio del 1991 decise di porre fine alla propria esistenza.

## Esposizioni postume
Nel 1995 la Galleria Mazzoni Arte di Bologna dedicò al Maestro una personale con incisioni e dipinti. Nel settembre 1996 a Manaresi venne dedicata la mostra Il tempo di un fiore di Pescia. Subito dopo il Comune di Montecatini Terme espose 40 lavori; e le sue più belle acqueforti furono presenti alla mostra L'Incisione nelle Istituzioni Artistiche Italiane, tenutasi a Monsummano Terme.
Il 1997 è l'anno dell'importante mostra Morandi, Manaresi, De Vita: Segno e Colore tenutasi da luglio a ottobre presso la Galleria di Arte Moderna di San Marino (Dicastero della Cultura della Repubblica di San Marino). Una selezione delle opere è stata riproposta in una successiva mostra presso la Galleria Mazzoni Arte di Bologna.
Dal 1997 a oggi, infine, opere di Paolo Manaresi sono state esposte in mostre (ad esempio, Norma e Arbitrio, ingegneri e architetti a Bologna, 2000) di gallerie ed istituzioni, mentre alcune iniziative più piccole ma non di minore importanza sono state tenute a Bologna e provincia (come per esempio, a Crespellano e Sasso Marconi).
2008-09 – Mostra “ Paolo Manaresi ovvero: come camminare al fianco di Morandi, senza mai inciampare né cadere in trappola”, a cura di Eugenio Riccomini, Museo Morandi , Bologna
2017 – Mostra antologica “I colori dell’inquietudine”, Raccolta Lercaro, Bologna
2024-25 – Mostra monografica “La passione del colore” (Associazione Bologna per le Arti), Palazzo d’Accursio, Bologna

## Donazioni museali
Tra i lasciti testamentari più importanti della collezione storica della Galleria d'Arte Moderna di Bologna quello di Mariano Mazzocco (Segretario dell'Associazione per le Arti "Francesco Francia" di Bologna), del 1978, comprende oltre a tanto altro anche 456 incisioni di Paolo Manaresi.

## Ricorrenze
Nel 2008, centenario della nascita, importanti iniziative sono state programmate a Bologna e in altre città.